# Letronne (Mondkrater)

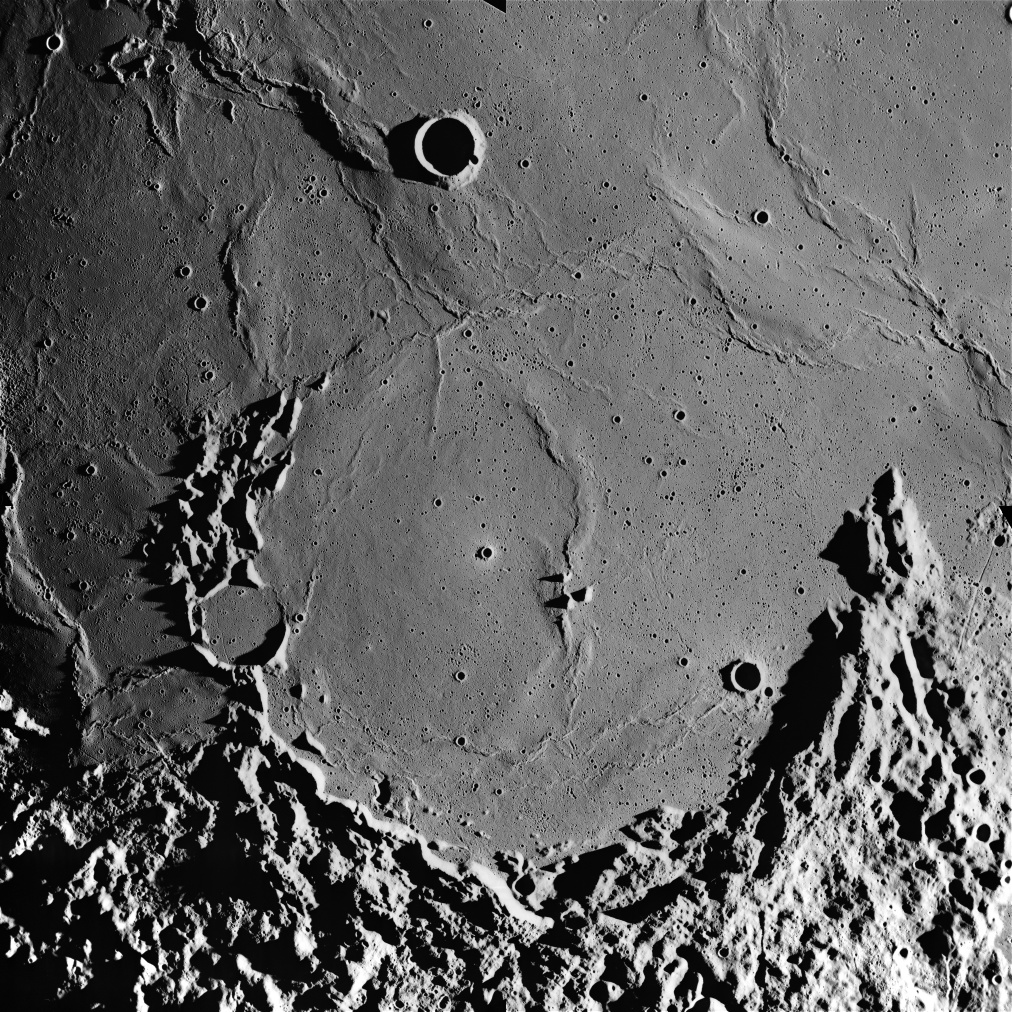
Aufnahme von Apollo 16

Letronne ist ein Einschlagkrater auf der Mondvorderseite am westlichen Rand des Oceanus Procellarum, östlich der Krater Hansteen und Billy und nördlich von Gassendi.
Der Krater ist weitgehend von den Laven des Oceanus Procellarum überflutet, der nördliche Teil des Walles ist ganz verschwunden und ein Teil des westlichen Walls wird von dem Krater Winthrop überlagert. Ungefähr in der Mitte des Kraters endet der in nordsüdlicher Richtung sich erstreckende Höhenrücken der Dorsa Rubey.
| Buchstabe | Position              | Durchmesser           | Link                  |
| --------- | --------------------- | --------------------- | --------------------- |
| A         | 12,16° S, 39,12° W    | 7 km                  |                       |
| B         | 11,28° S, 41,31° W    | 6 km                  |                       |
| C         | 10,73° S, 38,51° W    | 4 km                  |                       |
| D         | Umbenannt in Scheele  | Umbenannt in Scheele  | Umbenannt in Scheele  |
| F         | 9,24° S, 46,13° W     | 8 km                  |                       |
| G         | 12,69° S, 46,63° W    | 10 km                 |                       |
| H         | 12,68° S, 46,16° W    | 4 km                  |                       |
| K         | 14,39° S, 43,69° W    | 8 km                  |                       |
| L         | 14,33° S, 44,3° W     | 5 km                  |                       |
| M         | 11,97° S, 44,25° W    | 4 km                  |                       |
| N         | 12,33° S, 39,86° W    | 4 km                  |                       |
| P         | Umbenannt in Winthrop | Umbenannt in Winthrop | Umbenannt in Winthrop |
| T         | 12,48° S, 42,77° W    | 4 km                  |                       |

Der Krater wurde 1935 von der IAU nach dem französischen Altertumswissenschaftler Jean Antoine Letronne offiziell benannt.